# Meta simlaensis
Meta simlaensis är en spindelart som beskrevs av Benoy Krishna Tikader 1982. Meta simlaensis ingår i släktet Meta och familjen käkspindlar. Inga underarter finns listade i Catalogue of Life.